# Масове вимирання

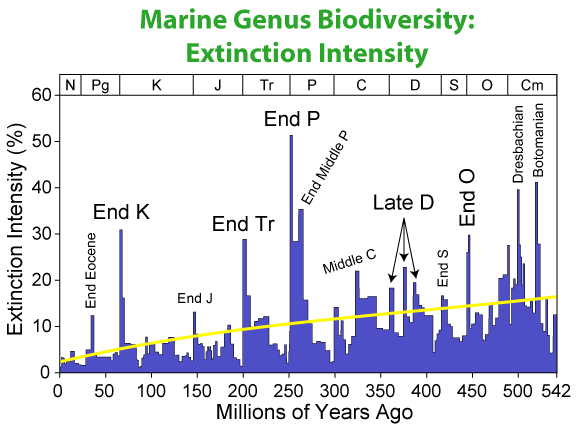
Інтенсивність вимирань морських організмів протягом минулих геологічних періодів: Botomanian — ранній кембрій, Dresbachian — пізній кембрій, End O — кінець ордовіка, End S — кінець силуру, Late D — верхній девон, Middle C — середній карбон, End Middle P — кінець середнього перму, End P — кінець перму, End Tr — кінець тріасу, End J — кінець юри, End K — кінець крейди, End Eocene — кінець еоцену

Масове вимирання — повсюдне та швидке зменшення біорізноманіття на Землі. Така подія визначається різкою зміною біорізноманітності та чисельності багатоклітинних організмів. Це відбувається, коли швидкість вимирання збільшується відносно фонової швидкості вимирання та швидкості видоутворення. Оцінки кількості великих масових вимирань за останні 540 мільйонів років коливаються від п’яти до понад двадцяти, такі розбіжності виникають через різні погляди на те, що вважати «великим» вимиранням, і даних, обраних для вимірювання минулого біорізноманіття.

## Ранні вимирання

### Киснева катастрофа
Під час сидерію, що охоплює проміжок часу від 2,5 до 2,3 мільярдів років тому, відбулося подвійне вимирання живих організмів. З появою фотосинтезу в ціанобактерій у повітря виділяється хімічно-активний кисень. Спочатку вивільнений O2 зв'язувався із залізом, і атмосфера не змінювалася. З часом більшість вільного заліза окислилася і кисень став накопичуватися у повітрі. Збільшення кількості кисню в атмосфері призвело до першого масового вимирання анаеробних організмів, для яких кисень був токсичний. Анаеробні бактерії вціліли лише глибоко під водою та в землі, де доступ кисню обмежений.
Коли в атмосферу потрапило багато кисню, почала зменшуватися кількість метану, бо він реагував з киснем і перетворився у вуглекислий газ і воду. Метан в атмосфері створював парниковий ефект і з його зникненням, Земля почала охолоджуватися і настало Гуронське заледеніння, що тривало 300 мільйонів років і спричинило вимирання і самих ціанобактерій.

## «Велика п'ятірка» масових вимирань
У знаковій статті, опублікованій у 1982 році, Джек Сепкоські та Девід М. Рауп визначили п’ять конкретних геологічних інтервалів із надмірною втратою різноманітності.  Спочатку вони були ідентифіковані як відхилення від загальної тенденції зниження темпів вимирання протягом фанерозою , але, після застосування складніших та більше точніших статистичних тестів щодо накопичених даних, було визначено, що життя багатоклітинних тварин зазнало щонайменше п’яти великих і багатьох менших масових вимирань.  "Велика п'ятірка" не може бути так чітко означена, вона швидше являє найбільші (або деякі з найбільших) із відносно гладкого континууму подій вимирання.  Існує припущення про більш раннє (перше) вимирання в кінці Едіакарану . 
1. Ордовицько-силурійське вимирання (кінець ордовика або O–S): 445–444 млн років тому, безпосередньо перед і на переході від ордовика до силуру . Дві хвилі вимирання, які знищили 27% усіх родин, 57% усіх родів і 85% усіх видів . [7] Разом багато вчених вважають їх другим за величиною з п’яти найбільших вимирань в історії Землі з точки зору відсотка родів, які вимерли. У травні 2020 року було висловлено припущення, що причинами масового вимирання було глобальне потепління, пов’язане з вулканізмом та аноксією, а не, як вважалося раніше, похолоданням та зледенінням.[8][9] Однак це суперечить численним попереднім дослідженням, які вказали на глобальне похолодання як на основний фактор. [10] Зовсім недавно було зроблено припущення, що осадження вулканічного попелу є тригером для зменшення атмосферного вуглекислого газу, що призводить до зледеніння та аноксії, що спостерігаються в геологічних літописах. [11]
2. Девонське вимирання : 372–359 млн років тому, займає більшу частину пізнього девону до переходу від девону до карбону. Пізній девон був періодом значної втрати біорізноманітності, зосередженого в двох подіях вимирання. Наймасштабнішим вимиранням було подія Келлвассера ( франсько - фаменський період, або FF, 372 млн років), вимирання наприкінці франського періоду, приблизно в середині пізнього девону. Це вимирання призвело до знищення коралових рифів і численних тропічних бентосних (мешканців морського дна) тварин, таких як безщелепні риби, брахіоподи та трилобіти . Іншим великим вимиранням була Хангенбергська подія (девон-карбон, або DC, 359 млн. років), яка закінчила девонський період в цілому. Це вимирання знищило плакодерм  (пластинношкірних риб) і майже призвело до вимирання новорозвинених амоноїдів . Ці дві близько розташовані події вимирання спільно знищили близько 19% усіх родин, 50% усіх родів [7] і принаймні 70% усіх видів. [12] Сепкоські та Рауп (1982) спочатку не вважали пізньдевонський інтервал вимирання ( живетський, франський і фаменський етапи) статистично значущим. [3] Незважаючи на це, пізніші дослідження підтвердили сильний екологічний вплив подій Кельвассера та Хангенберга. [13]
3. Пермсько-тріасове вимирання (кінець пермського періоду): 252 млн років тому, на переході від пермі до тріасу . [14] Найбільше вимирання на Землі загинуло 53% морських родин, 84% морських родів, близько 81% усіх морських видів [15] і приблизно 70% наземних видів хребетних. [16] Це також найбільше відоме вимирання комах (~85%) . [17] Дуже успішні морські членистоногі, трилобіти, відомі ще з раннього кембрію,  вимерли. Докази щодо рослин менш однозначні, але нові таксони стали домінуючими після вимирання. [18] «Велике вмирання» мало величезне еволюційне значення: на суші воно поклало край домінуванню ранніх синапсид . Відновлення різноманітності хребетних зайняло 30 мільйонів років, [19] але вільні екологічні ніші створили можливість для архозаврів зайняти панівні позиції в багатьох з них. У морях відсоток нерухомих тварин (нездатних пересуватися) знизився з 67% до 50%. Весь пізній пермський період був важким, принаймні для морського життя, навіть до вимирання на межі P–T. Більш пізні дослідження показали, що Кептенське масове вимирання, яке передувало «Великому вмиранню», ймовірно, є окремою подією від вимирання P–T; якщо так, то воно буде більшим, ніж деякі події вимирання з «Великої п’ятірки», і, можливо, заслуговуватиме окремого місця в цьому списку.
4. Тріасово-юрське вимирання (кінець тріасу): 201.3 млн років тому, на переході від тріасу до юри . Близько 23% усіх родин, 48% усіх родів (20% морських родин і 55% морських родів) і від 70% до 75% усіх видів вимерли. [20] Більшість не-динозаврових архозаврів,  більшість терапсид і більшість великих амфібій були знищені, залишивши динозаврам незначну конкуренцію на суші. Не-динозаврові архозаври, натомість, продовжували домінувати у водному середовищі, тоді як не-архозаврові діапсиди, продовжили домінувати у морському середовищі. Темноспондилова лінія великих земноводних також збереглася до крейдяного періоду в Австралії (наприклад, Koolasuchus).
5. Крейдово-палеогенове вимирання (кінець крейдового періоду, K–Pg вимирання або раніше K–T вимирання): 66 млн років тому, на переході Крейда ( Маастрихт ) – Палеоген ( Данія ). [21] Ця подія раніше називалася крейдяно-третинним або K–T вимиранням або K–T межею; зараз офіційно названо крейдово-палеогеновим (або K-Pg) вимиранням. Вимерло близько 17% усіх родин, 50% усіх родів [22] і 75% усіх видів. [23] У морях зникли всі амоніти, плезіозаври та мозазаври, а відсоток нерухомих тварин знизився приблизно до 33%. За цей час вимерли всі непташині динозаври . [24] Гранична подія була масштабною зі значною мінливістю швидкості вимирання між різними кладами. Ссавці (нащадки синапсид) та птахи (нащадки тероподових динозаврів) стали домінуючими наземними тваринами.

## Шосте масове вимирання
Сучасні дослідження, дійшли висновку, що триває шосте масове вимирання через діяльність людини:
- Голоценове вимирання яке триває зараз. Вимирання відбувається на рівні, що в понад 1000 разів перевищує швидкість фонового вимирання з 1900 року, і швидкість зростає. [25] [26] [a] Масове вимирання є результатом людської діяльності [28] [29] [30] [31], викликаної зростанням населення та надмірним споживанням природних ресурсів Землі. [b] Глобальна оцінка біорізноманіття за 2019 рік, проведена IPBES, стверджує, що з приблизно 8 мільйонів видів рослин і тварин наразі 1 мільйон перебуває під загрозою зникнення. [33] [34] [35]  Наприкінці 2021 року Всесвітній фонд природи Німеччини припустив, що понад мільйон видів можуть вимерти протягом десяти років у «найбільшому масовому вимиранні з кінця епохи динозаврів». [36]

## Причини вимирання
Види вимирають, коли їх народжуваність протягом певного періоду не здатна компенсувати їх смертність.
Чинники, що сприяють вимиранням[джерело?]:
- Зміни навколишнього середовища.
- Конкуренція з іншими видами тварин на одному і тому ж життєвому просторі.
- Катастрофи.
- Вплив хижаків.
- Напади паразитів (нові хвороби).
- Зниження тривалості життя (смерть до досягнення статевої зрілості).
- Зниження генетичної різноманітності.
- Спад чисельності популяції (у тварин, що розмножуються тільки в групах, наприклад мандрівний голуб).

## Вплив та відновлення
Наслідки подій масового вимирання були дуже різними. Після значного вимирання зазвичай виживають лише види, що дуже швидко адаптуються, завдяки їхній здатності жити в різноманітних середовищах.  Пізніше види диверсифікуються і займають порожні ніші. Як правило, для відновлення біорізноманіття після вимирання потрібні мільйони років.  У найсильніших масових вимираннях це може зайняти від 15 до 30 мільйонів років. 
Найстрашніша подія фанерозою, пермсько-тріасове вимирання, знищило життя на Землі, вбивши понад 90% видів. Життя, здавалося, швидко відновилося після вимирання PT, але це було здебільшого у формі піонерних організмів, таких як витривалий лістрозавр. Останні дослідження показують, що спеціалізованим тваринам, які б сформували складні екосистеми з високим біорізноманіттям, складними харчовими мережами та різними нішами, знадобилося б набагато більше часу для відновлення. Вважається, що таке тривале відновлення було спричинене послідовними хвилями вимирання, які сповільнювали відновлення, а також тривалим екологічним стресом, який тривав у ранньому тріасі. Останні дослідження показують, що відновлення почалося лише на початку середини тріасу, через чотири-шість мільйонів років після вимирання;  і деякі автори вважають, що відновлення не було повним до 30 мільйонів років після вимирання PT, тобто в пізньому тріасі.  Після вимирання PT відбулося посилення провінціалізації, коли види займали менші ареали – можливо, видаляючи існуючих представників із ніш і створюючи умови для можливої повторної диверсифікації. 
Вплив масового вимирання на рослини дещо важче оцінити кількісно, враховуючи упередженість, притаманну літопису скам’янілостей рослин. Деякі масові вимирання (наприклад, кінець пермського періоду) були настільки ж катастрофічними для рослин, тоді як інші, такі як кінець девону, не вплинули на флору. 

## Інтернет-ресурси
- Усі масові вимирання фанерозою! (Добірка)